# Torre San Michele
La Torre San Michele di Cervia è una torre costiera di fine Seicento, in origine avente funzione militare e residenziale, situata in prossimità della costa per presidiare e difendere il porto e il sale stoccato nell’adiacente magazzino, sale della cui produzione e commercio la città era ed è tuttora il crocevia adriatico. La sua costruzione si deve all’allora tesoriere della Legazione di Romagna, conte Michelangelo Maffei, genovese, che ricoprì la carica dal 1682 al 1703 ed è considerato a buon conto il fondatore della nuova Cervia.

## Contesto storico
L’edificazione della Torre, iniziata nel 1689, è diretta conseguenza sia di una specifica situazione locale divenuta col tempo ingovernabile, sia di un contesto storico comune a molti centri marittimi mediterranei fin dal secolo XVI. 
Sul primo versante, il riferimento è al trasferimento dell’abitato dal sito di Cervia Vecchia, nel bel mezzo delle saline, all’attuale posizione (Cervia Nuova), un processo di cui si comincia a discutere fin dai primi anni Trenta del Seicento, ma che si concretizza solo verso la fine del secolo, attorno al 1690.
È quindi il degrado ormai inarrestabile della qualità dell’aria nella zona delle saline a decretare  il trasferimento della popolazione, non più prorogabile, verso Cervia Nuova, con la posa della prima pietra il 24 gennaio 1698 per mano del pontefice Innocenzo XII. Già l’anno successivo, presso la foce del canale emissario delle saline, prendono avvio i lavori dei nuovi Magazzini del Sale, più moderni ed efficienti, adiacenti alla Torre già presente, a tutt’oggi ancora visibili e visitabili, sotto la spinta del Tesoriere di Romagna Michelangelo Maffei, “padre della patria della città di Cervia”. A differenza di tanti suoi predecessori e successori, Maffei è entrato nella storia come un illuminato mecenate, efficientissimo nel conciliare al meglio l’interesse personale con la crescita e la prosperità di Cervia e dei suoi abitanti.
L’altra faccia del problema sono, appunto, i pirati. Le genti dell’Adriatico portano ancor oggi nel loro inconscio il terrore delle incursioni piratesche, vero e proprio flagello divenuto emergenza acuta nel secolo XVI, con l’affermazione progressiva e irresistibile nel Mediterraneo dell'Impero ottomano, che si serve di queste bande come braccio armato e teste di ponte per espandere ovunque possibile la propria influenza. Le navi corsare rappresentavano una minaccia per il traffico del sale, all’epoca autentico oro bianco. Numerose sono le testimonianze a noi tramandate di loro scorrerie sulle nostre coste, e assai frequenti purtroppo i furti di carichi di sale di inestimabile valore. Si rende allora inevitabile attrezzarsi per difendere manu militari la fonte primaria della ricchezza cervese. La Torre diventa così un baluardo fondamentale, e l’epigrafe posta sulla facciata del prospiciente magazzino lo chiarisce: “ob maiorem incolarum securitatem” (“per maggior sicurezza degli abitanti”).

## La costruzione, la struttura architettonica ed i dettagli artistici

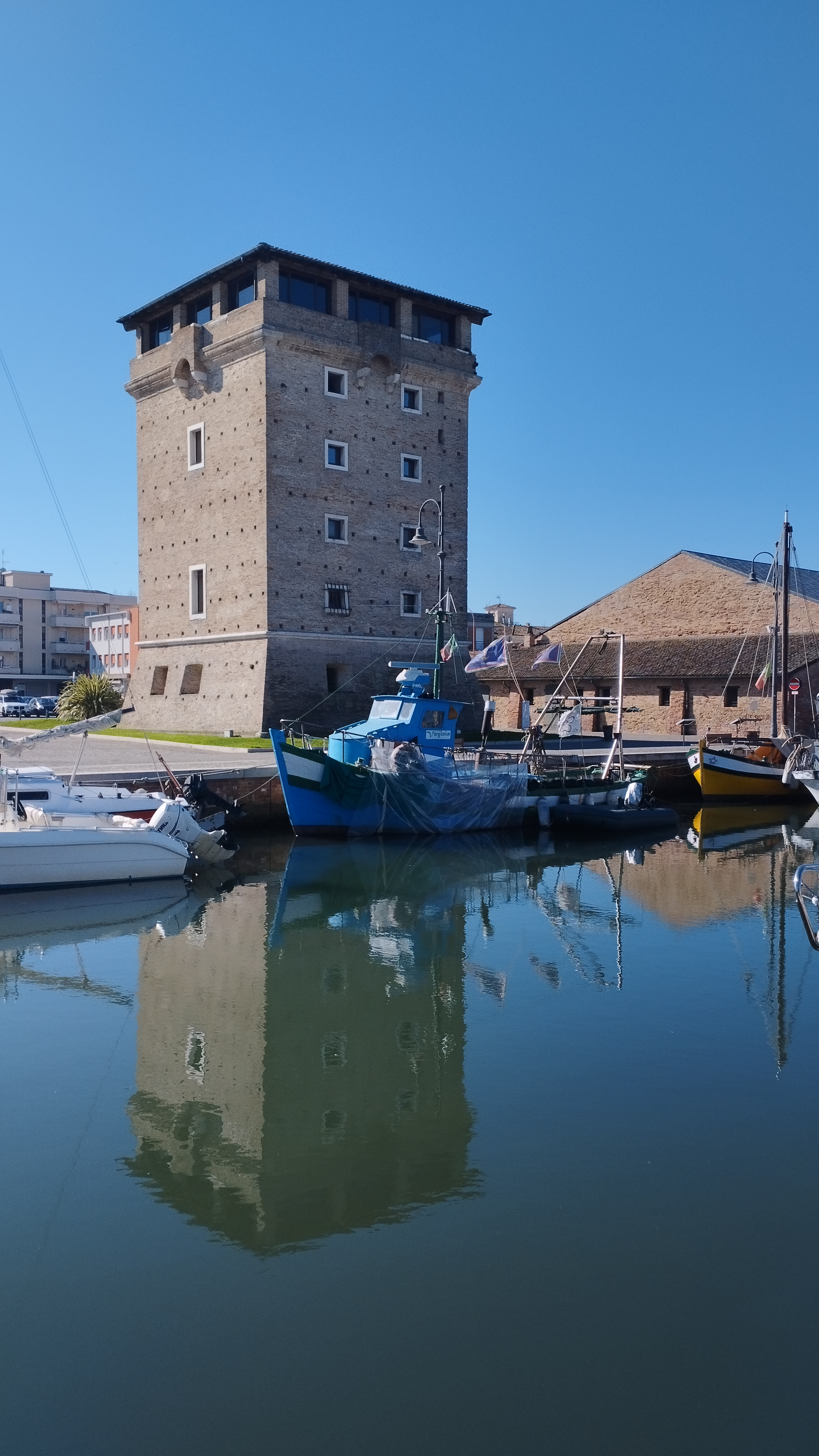
La Torre San Michele e, a destra, il Magazzino del sale Torre.

La struttura architettonica di questa piccola ma robusta fortezza a pianta quadrata di 13 metri e alta 22, ha subito variazioni nel corso dei secoli, e ciò che è attualmente visibile in parte non è il frutto del progetto originario.
Non possiamo vedere, per esempio, la scala con ponte levatoio che portava all’ingresso, allora situato al primo piano e demolita nel 1862 dopo la costruzione del nuovo Ponte delle Paratoie, né la piazza d’armi scoperta con la garitta di guardia posta dove ora si trova il tetto, e neppure lo stemma di papa Innocenzo XII, rimosso durante il periodo napoleonico dalla fascia sovrastante l’architrave della porta principale, su cui resta soltanto il bassorilievo raffigurante San Michele Arcangelo nell’atto di trafiggere il demonio sotto forma di drago con sembianze umane.  Nulla resta, purtroppo, nemmeno dei due cannoni e della campana che veniva suonata per dare l’allarme in caso di avvistamenti sospetti. Per quanto riguarda gli interni, su una poderosa fondazione realizzata in tronchi di pino, si sviluppavano il piano terreno adibito a cucine e altri cinque piani di camerini destinati al personale militare, collegati tra di loro da una fitta rete di scale a chiocciola.
La piazza d'armi non fu mai lasciata scoperta, o lo fu per pochissimo tempo, e venne prima ricoperta con leggere lastre di latta, presto deterioratesi, poi con coppi in laterizio, rimasti fino ai giorni nostri pur con le dovute manutenzioni e riparazioni.

## Epoca moderna e contemporanea

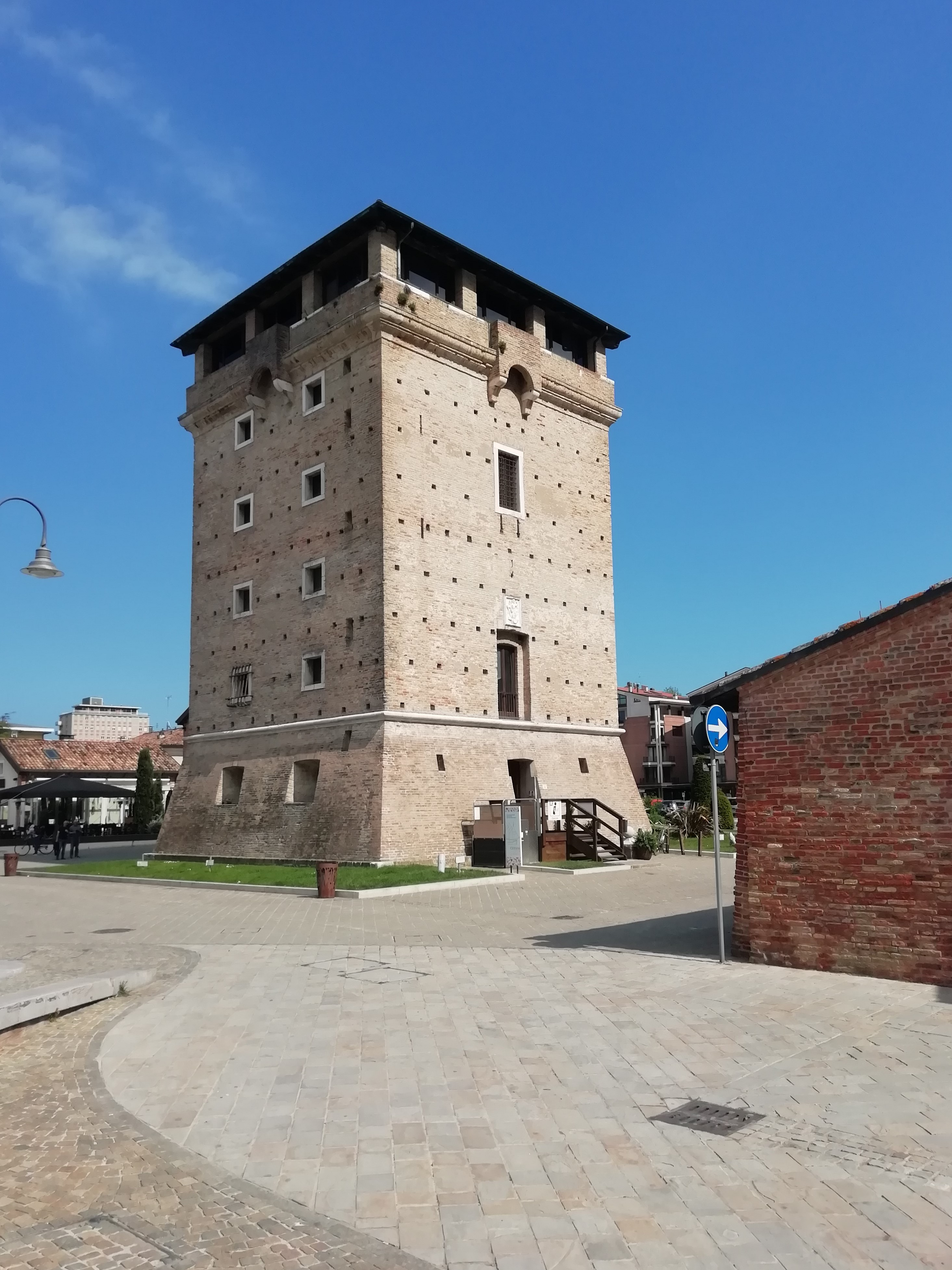
L'ingresso della torre

Con il passare dei secoli, con l’ammodernamento delle saline e dei sistemi di produzione, deposito, conservazione e commercio del sale, con il cessare delle minacce piratesche e la maggiore sicurezza nella fruizione del mare, i Magazzini del Sale e la Torre perdono di importanza strategica e divengono suggestive testimonianze di un passato da ricordare, tramandare e valorizzare, missione svolta in modo encomiabile dall’amministrazione.
Dal 1981 al 2004, la Torre è sede della biblioteca comunale, e l’ultimo piano, racchiuso su tutti e quattro i lati da ampie vetrate, viene adibito a sala lettura panoramica, con una ampia vista sulla città, dal mare alle saline alla secolare pineta di Cervia. Ha poi ospitato, e tuttora ospita, alcune mostre d’arte, nonché l’Ufficio di Informazione ed Accoglienza Turistica.

## Curiosità
Dal 1691 la Torre è anche un faro per le navi in transito: a quei tempi la spiaggia si trova immediatamente sotto di essa e non dov’è oggi, cioè a circa un chilometro. Poi, l’avanzamento della linea costiera dovuto al processo alluvionale caratteristico del territorio, rende necessario nel 1756 costruire più a est un primo vero faro che rimane in funzione fino al 1865. Nello stesso anno, alto 16 metri e con una portata luminosa di 14 miglia, l’architetto Ferdinando Forlivesi progetta e realizza il vecchio Faro di Cervia, oggi non più utilizzato, che ancora si può vedere lungo il Porto Canale.